# Somebody to Love (OneRepublic)
Somebody to Love è un singolo del gruppo musicale statunitense OneRepublic, pubblicato il 12 settembre 2019 come brano promozionale dal quinto album in studio Human.

## Descrizione
Il brano è stato composto da JT Roach originariamente per la serie televisiva Songland è caratterizzata da un'introduzione composta dai sintetizzatori e dalla voce di Ryan Tedder, prima di sfociare in ritornello tipicamente pop rock.

## Tracce
Testi e musiche di Ryan Tedder, Brent Kutzle, JT Roach, Andrew Wells, Jintae Ko, Ester Dean, Shane McAnally, Andrew DeRoberts e Kevin Fisher.
1. Somebody to Love – 3:01

## Formazione
Gruppo
- Ryan Tedder – voce, strumentazione, programmazione
- Brent Kutzle – strumentazione, programmazione
- Zach Filkins – strumentazione
- Eddie Fisher – strumentazione
- Drew Brown – strumentazione
- Brian Willet – strumentazione

Altri musicisti
- Steve Wilmot – programmazione
- Andrew DeRoberts – programmazione
- John Nataniel – cori aggiuntivi
- Andrew DeRoberts – chitarra aggiuntiva
- Tyler Spry – chitarra aggiuntiva
- Daniel Adams – violino
- David Davidson – violino aggiuntivo
- Brandon Collins – arrangiamento strumenti ad arco aggiuntivo

Produzione
- Brent Kutzle – produzione
- Ryan Tedder – produzione
- Shane McAnally – produzione
- Andrew DeRoberts – produzione
- John Nataniel – produzione aggiuntiva, missaggio
- Tyler Spry – produzione aggiuntiva, ingegneria del suono
- Joe Zook – missaggio
- Rich Rich – ingegneria del suono
- Carter Jahn – ingegneria del suono aggiuntiva
- Doug Sarrett – ingegneria del suono aggiuntiva
- OneRepublic – registrazione

## Classifiche
| Classifica (2019) | Posizione massima |
| ----------------- | ----------------- |
| Stati Uniti       | 106               |